# Poesía taurina

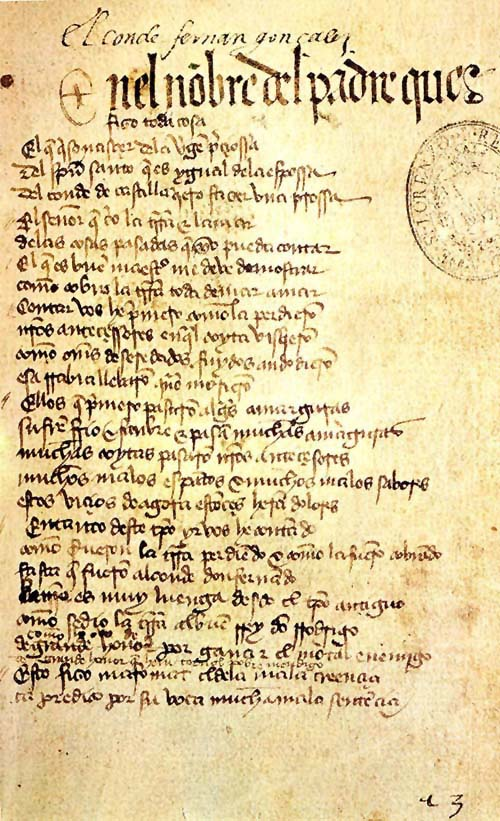
Poema Fernan González

Se conoce como poesía taurina  la manifestación de la belleza o del sentimiento estético por medio de la palabra, en verso o en prosa, así como el género literario constituido por esas composiciones cuyo tema versa sobre todo lo racionado con la fiesta de los toros y todo lo concerniente a la misma.
Los inicios de la poesía taurina se remontan hasta la poesía épica, lírica o dramática, incluso a los cancioneros y elementos folclóricos del siglo XV en los que surgieron las primeras alusiones a acontecimientos relacionados con los festejos taurinos o a los toros tales como  Estoria del Cid o Crónica del Cid, el Poema de Fernán González o las Cántigas del Rey Sabio entre otros. La poesía taurina se desarrolló a partir de estas primeras manifestaciones hasta llegar a su momento de máximo esplendor a finales del siglo XIX e inicios del XX coincidiendo con el siglo de oro del toreo español, este momento de esplendor fue conocido como el siglo de oro de la poesía taurina.
A lo largo de los siglos XIX y XX la casi totalidad de los poetas de la generación del 98, la de generación del 14 y la generación del 27 mostraron su interés por la tauromaquia donde encontraron la inspiración para sus creaciones literarias, por un lado como reflejo del pensamiento de la sociedad tras los conflictos bélicos de 1898 y 1936, por otro debido a que la poesía taurina es testigo de los dramáticos acontecimientos sucedidos dentro del mundo taurino como los fallecimientos de los toreros Joselito El Gallo, Ignacio Sánchez Mejías y Manolete en los ruedos; y por último la amistad desarrolla por un buen número de poetas con toreros unida a la participación de ambos grupos en tertulias y en eventos sociales facilitó que lo taurino fuese un recurso ineludible para los poetas.

## Contexto

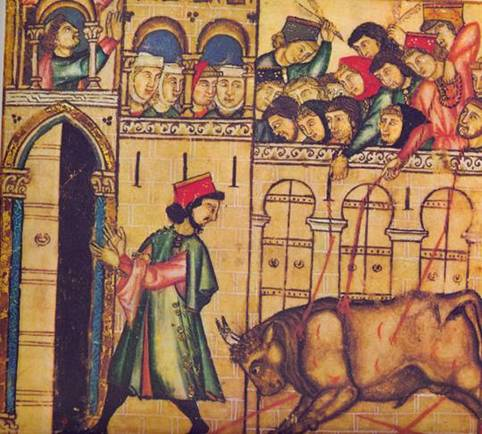
Cantiga CXLIV de las Cantigas de Santa María, referida al Toro de Plasencia

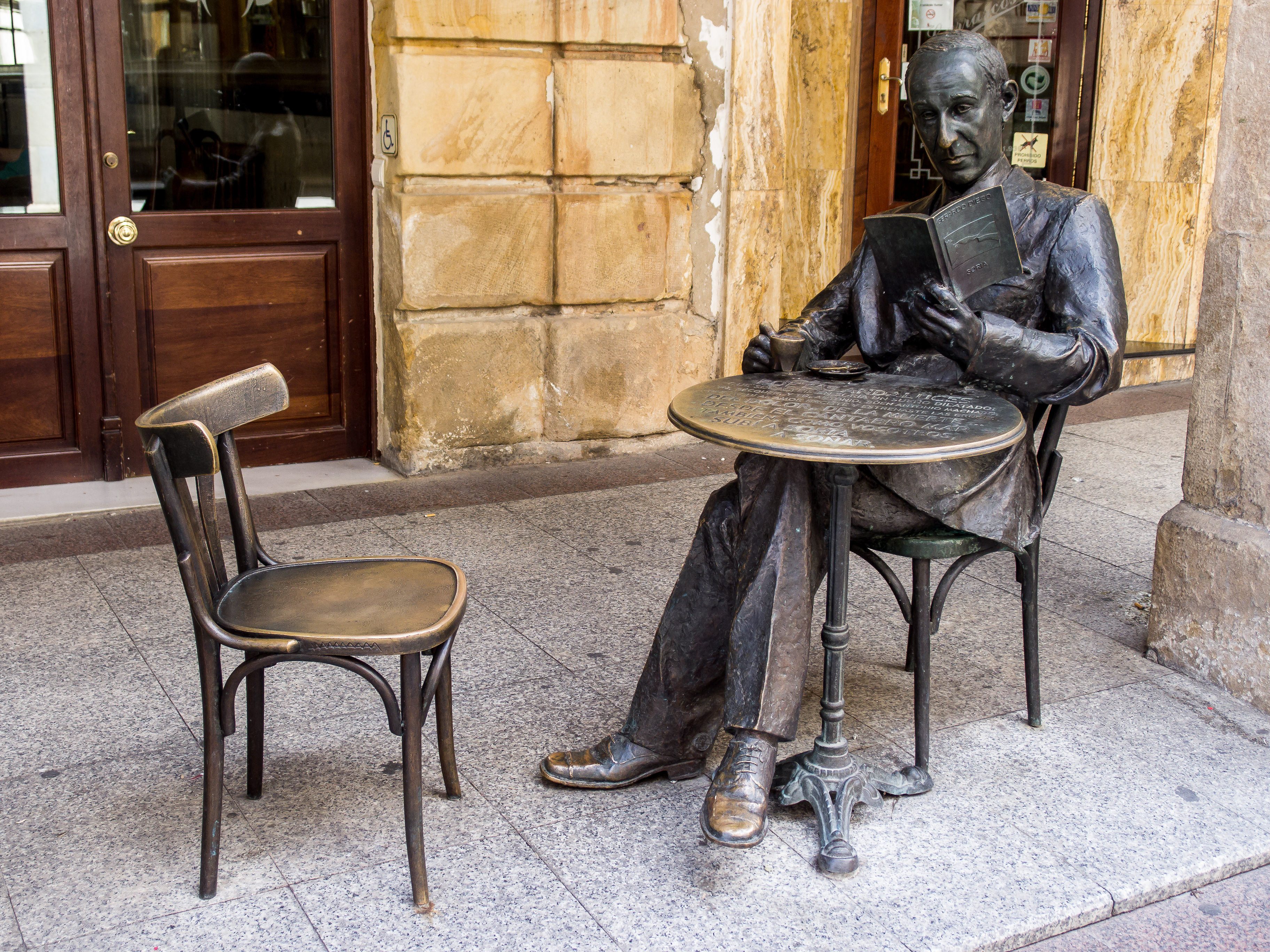
Gerardo Diego, poeta soriano

La poesía y la tauromaquia han estado unidas desde su existencia, al toro mitológico se le cantaban odas y se le recitaban poemas; gracias a la poesía épica, lírica y dramática es posible remontarse hasta los orígenes de la fiesta de los toros. Manuel Machado en Los toros en la poesía de España, decía que «(…) mucho antes de que España fuera España... ya era torera».
Al igual que lo hiciera la literatura, la poesía, a través de sus versos, ha ido plasmando los diferentes acontecimientos sucedidos a lo largo de la historia de la tauromaquia. Esta narración poética, según indicó Manuel Machado quedó dividida en tres etapas:

### Primera etapa hasta el sigloXVI
El primer periodo poético sobre la tauromaquia comprende las canciones de gesta, los elementos folclóricos tales como canciones, estribillos y coplas, y los romances de los siglos XV-XVI; a parte del teatro. Serían un ejemplo Estoria del Cid o Crónica del Cid, el Poema de Fernán González o las Cántigas del Rey Sabio entre otros.
Entre esta poesía taurina primigenia el ejemplo más destacado se encuentra entre las estrofas de las Cántigas de Santa María de Alfonso X, en la parte manuscrita conservada en el monasterio de El Escorial pueden leerse tres referencias a temas taurinos, en concreto en las cántigas XXXI, XLVIII y CXLIV. La cántiga CXLIV representa una corrida de toros nupcial tradicional de Plasencia en el siglo XIII, en la que el novio corría un toro bravo hasta la casa de la novia, para ello los mozos empleaban una capa de vestir similar por su forma al capote de torero al tiempo que trataban de enfurecer al toro lanzándole arponcillos:

Cántiga CXLIV:

«Como Santa María guardóu de morte a un orne lao en prezenca d'un touro que néeuava polo matar». 
«Con razón é d'aneven gran pavor as bestias da Madro d'aquel Sennor que sobre todas cousas á poder».
(…)
«Un caballero ben d'i casou/ Da vila et toros trager mandóu/ Para sas vodas, et un'aportóu/ De ellos más bravo, que mandó correr». 
«Mas aquest' ome un conpadre seu crerig' avia, per nome Matheu, que enviou por el, com' aprix eu, por cousas que lle queria dizer. 
E el sayu por yr alá enton; e o touro leixou-ss' yr de randon a ele polo ferir mui felon, por ll' os cornos pelas costas meter.
E o crerigo, quand' aquesto viu da festra, mercee pediu a Santa Maria, e non falyu por el, ca logo lle vo valer.»
Traducción:

«Cómo Santa María salvó de la muerte a un hombre bueno de Plasencia, cuando un toro venía a matarlo.»
«Con razón las bestias tienen gran pavor de la Madre de aquel Señor que tiene poder sobre todas las cosas.»
«Por dónde, un caballero de la villa se casó bien y mandó traer toros para sus bodas, y apartó uno de ellos, el más bravo, que mandó correr.»

«Pero él no se pagaba de ir allá, ni de verlo. Pero este hombre tenía un compadre clérigo, llamado Mateo, que envió por él, como he sabido, para cosas que quería decirle. Y él salió para ir allá, y el toro se dejó ir, de rondón, para herirlo, muy felón, metiéndole los cuernos por las espaldas. Y el clérigo, cuando esto vio desde una ventana, pidió merced a Santa María, y no le falló, pues luego vino a valerle;(...)»
Alfonso X, el Sabio

### Segunda etapa siglo

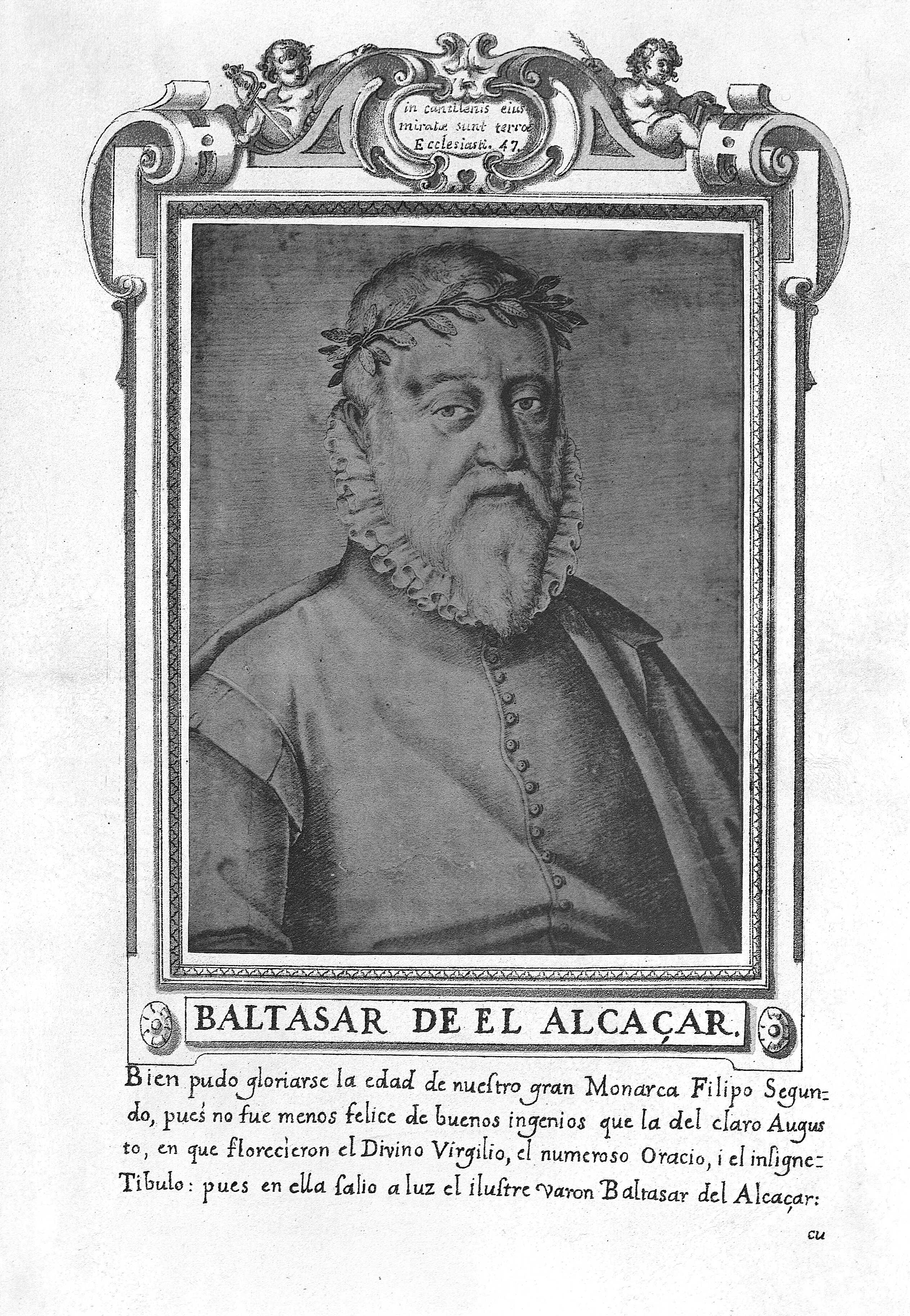
Retrato de Baltasar del Alcázar

### Segunda etapa sigloXVI-XVIII

#### sigloXVI
Entre los autores de esta época destaca la obra del sevillano Baltasar de Alcázar.  En el poema A la fiesta de toros en Los Molares se describe la fiesta de los toros en Los Molares (Sevilla) en el año 1574, donde se realizó un festejo taurino con motivo de las celebraciones en honor del nacimiento de Juana Cortés de Zúñiga hija del conquistador Hernán Cortés.

«Hallóse un regidor de Dos Hermanas

en un andamio al sol, toda la siesta,
hombre rollizo, espeso, pocas canas,
mofando del cabildo y de la fiesta,
del toro, de las damas y del cuerno, [110]

con una gran risada descompuesta.
Baltasar de Alcázar (Fragmento)

A mediados del siglo XVI se inicia el llamado siglo de oro de la poesía taurina de la mano de autores como Lope de Vega, Luis de Góngora, Quevedo como claras referencias a las que les siguen las plumas de Bartolomé Leandro de Argensola, Esquilache, Medinilia, Ruíz de Alarcón, Mira de Amescúa, Valdivieso, Vélez, Quiñones de Benavente, Gabriel Bocángel, o Zárate y figuras tan importantes como Juana Inés de la Cruz o Villamediana. Todos ellos escribieron sobre los toros, unos a favor y otros en contra, pero todos con sentido.

##### Luis de Góngora

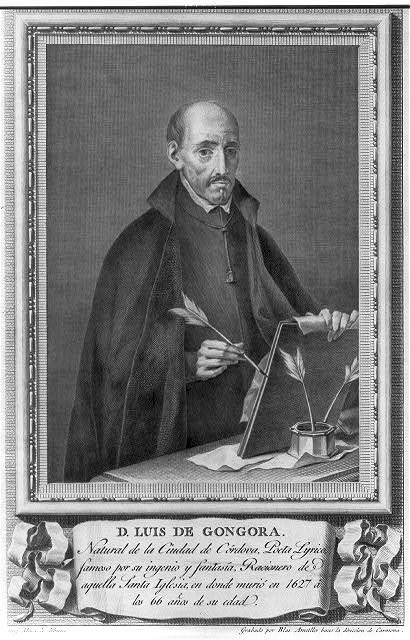
Luis de Gongora

De Luis de Góngora es la décima «de un caballo que le mató un toro» que en 1611 escribe el poeta dirigida a su amigo Pedro de Cárdenas y Angulo, picador cordobés aficionado a las artes y la poesía. Tres años más tarde, en 1614 Góngora volvió a escribirle a Pedro Cárdenas, esta vez el soneto «A Don Pedro de Cárdenas, en un encierro de toros» inspirado por la afición a los toros demostrada por su amigo, en el que vuelve a mencionar otro caballo de Cárdenas de nombre Zagal. Pedro de Cárdenas recopiló durante veinte años todas las estrofas manuscritas de Góngora con las que formó la primera colección de versos impresa que fue publicada por López de Vicuña en 1527.

«De un caballo que le mató un toro»

Murió Frontalete, y hallo 
que el cuerno, menos violento,
le sacará sangre al viento, 
pues mató vuestro caballo.
Hipérbole es recelallo, 
mas yo, Don Pedro, recelo 
(después que no pisa el suelo
vuestro Flegronte español) 
que a los caballos del Sol 

matará el toro del cielo.
Luis de Góngora

#### SigloXVII
A lo largo del siglo XVII aún estaba presente el toreo a caballo del siglo anterior, las hazañas de los nobles caballeros lanceadores así como los detalles de la fiesta fueron recogidos por la poesía tanto la española como la mexicana, destacan los versos que María de Estrada Medinilla escribió en su obra Descripción en octavas reales de las fiestas de toros, cañas y alcancías, con que obsequió Mégico a su virrey, el Marqués de Villena (México, 1641), con estos versos la poetisa obsequió al virrey de México Diego López Pacheco, marqués de Villena; una muestra de la importancia de la tauromaquia en América. En otra de sus obras Estrada Medinilla diría: «que aun en lo frívolo, como son los toros, (…) las que se celebran aquí serán mejores que las que puedan celebrarse en España»(sic.) en clara alusión a la forma en la que en América se había asumido la fiesta de los toros a la que desde México se le dio una nueva identidad capaz de rivalizar con el toreo de España.

#### sigloXVIII

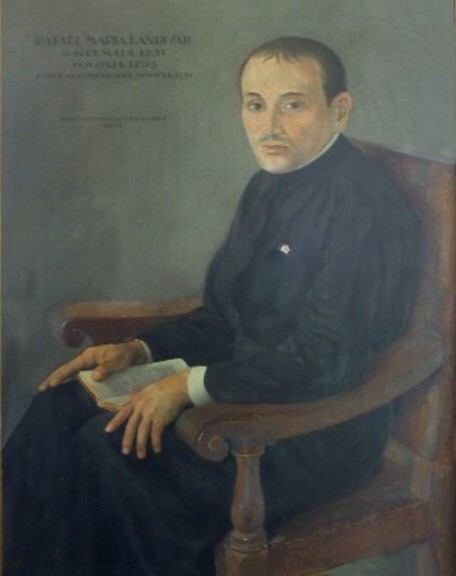
Rafael Landivar

La poesía del siglo XVIII sigue el estilo neoclásico que recuperó el modo clásico grecolatino con el que surgieron creaciones más racionales y reales que mostraron la nueva sociedad ilustrada donde se buscó un equilibrio entre la razón y el sentimiento. A mediados del siglo XVIII la tauromaquia ha evolucionado de forma que las corridas de toros se hicieron populares, este fue un periodo en el que además se establecieron las reglas del toreo y este se hizo profesional. La poesía épica, lírica y dramática llegó a la tauromaquia y a su fiesta, es el momento en el que el torero ha puesto el pie en tierra, los picadores ocupaban aún un lugar preferente en los carteles taurinos que anunciaban los festejos, sin embargo el torero matador de toros dirigía ya su propia cuadrilla y había adquirido todo el protagonismo de la lidia. El toreo fue la inspiración de la poesía, las faenas de los toreros en el ruedo se describieron al detalle y a ello se le añadió la creatividad propia de cada autor. Los poetas se centraron en los toreros más importantes del momento como Pepe-Hillo, Pablo Romero o Costillares.  Es el momento del nacimiento de la poesía taurina con el rigor de un género o subgénero dentro de la poesía, en el que destacaron los versos de Nicolás Fernández Moratín a quien el poeta Gerardo Diego considera el iniciador de esta nueva poesía, y de otros autores como Juan Bautista Arriaza, Mor de Fuentes, Diego de Torres Villarroel o Jovellanos.
El poeta guatemalteco Rafael Landívar S.J. retrató con precisión las fiestas de los toros en su obra Rusticatio Mexicana, (1782)  el poeta escribió en hexámetros, el verso épico —el 'hexámetro'  en la poesía griega y latina, es el verso que consta de seis pies, cada uno de los cuatro primeros espondeo, o dáctilo, dáctilo el quinto, y el sexto espondeo—. En el libro X el poeta detalla la vida del toro bravo en el campo, el libro XV denominado Los juegos, entre otros, versa sobre las corridas de toros en detalle, el libro publicado en latín se articula de la siguiente forma:
- 119-126 La plaza de lidia,
- 127-134 Salida del toro,
- 135-148 Lidia de a pie,
- 149-165 Lidia de a caballo,
- 166-179 Condena a muerte del toro,
- 180-186 Muerte ocasional del torero,
- 187-210 El toro enjaezado,
- 211-222 Lidias en que el torero cabalga sobre otro toro,
- 223-233 Un jinete sobre dos caballos

Libro XV-Los Juegos
135-148 Lidia de a pie
 
Cual flecha lanzada por tenso resorte, el novillo
 
se arroja resuelto a pasar con su cuerno al torero
 
enfrentado, y alzar al clavado a las auras ligeras.
 
Entonces el diestro presenta su capa a los tercos embates,
 
escurre su cuerpo hacia un lado, y al punto se aparta
 
salvando la herida letal con su rápido salto.
 
El toro otra vez más hirviente del odio infestado,

con todo su cuerpo buscando al torero arremete
 
esforzado, y de rabia babea y presagia la muerte.
 
Empero provisto de caña mermada en su diestra el torero,

en tanto que el lienzo sacude con gacha cerviz el vacuno,

le clava veloz el rejón penetrante entre ambos morrillos.
 
Lánzase el toro a los cielos transido de agudo

venablo, y satura de intensos mugidos el Circo.
Liber quintus decimus. Ludi

135-148 Taurus a peditibus illuditur

Ille, uelut forti neruo contorta sagitta,

fertur in aduersum certus trasfigere cornu

lusorem, fixumque leues extollere ad auras.

Lintea tunc lusor duratis ictibus offert,

corripit e spatio corpus, promptusque recedens

euadit celeri letalia uulnera saltu.

Ille uenenato rursus feruentior aestu

conixus toto lusorem corpore contra

aggreditur, spumatque ira, mortemque minatur.

Ast lusor parua munitus arundine dextram

lintea dum prona uersat ceruice iuuencus,

ipse toris uelox figit penetrabile ferrum.

Tollitur in caelum telo transfixus acuto

et totum taurus Circum mugitibus implet.
Rafael Landívar, S.J.

### Tercera etapa sigloXIX-XX

#### sigloXIX
En el siglo XIX la poesía taurina ya está consolidada como género. A lo largo de este siglo poetas como el duque de Frías, José María de Heredia, Juan María Maury, duque de Rivas, Arolas, José Zorrilla, Ramón López Velarde, Palacio o Salvador Rueda Santos, entre otros, buscarán en la tauromaquia una referencia para sus creaciones, tanto desde posiciones a favor de la misma como desde posiciones contrarias al arte taurino.

#### sigloXX.
La poesía y la tauromaquia se enlazan estrechamente a lo largo del siglo XX, Gerardo Diego relaciona la tauromaquia con la poesía al comparar el ritmo de los versos con las series de lances que desarrolla el torero en el ruedo, el poeta asemeja el orden de la lidia, articulada en tercios, con la estructura de los versos de un poema y la perfección de la lidia con la lección de poética; la realidad y riqueza de la fiesta de los toros con el valor de la poesía. Es por tanto la plasticidad del toreo la que ha motivado y ha sido fuente de inspiración para los poetas no solo españoles sino del todo el mundo.
A lo largo del siglo XX la casi totalidad de los poetas de la generación del 27 mostraron su interés por la tauromaquia influenciados por el sentimentalismo del movimiento vanguardista miran la realidad centrando su atención en temas como el dolor, la melancolía, la alegría o los recuerdos que generaron los recientes conflictos bélicos. Entre estas realidades la tauromaquia y sus aspectos ejercieron una fuerte influencia sobre los escritores y poetas del 27 así como en los de los años posteriores atraídos por el espectáculo de los toros. Al afloramiento de los primeros poemas taurinos se le une por un lado el drama de la muerte de los toreros Joselito El Gallo, Ignacio Sánchez Mejías y Manolete en los ruedos; y por otro lado surge de nuevo la controversia sobre los riesgos de la fiesta de los toros, ambas situaciones unidas a las vivencias de la postguerra generaron un importante números de creaciones poéticas de temática taurina. Otro factor importante que aportó a la poesía una fuente inagotable de recursos fue la rivalidad que mantuvieron dentro y fuera de los ruedos los diestros Joselito «el Gallo» y Juan Belmonte, un enfrentamiento que se mantuvo hasta la muerte de Joselito, a esta pugna se le dedicaron importantes versos por parte de los grandes poetas del siglo XX. Por último la amistad entre los poetas y los toreros dio lugar a destacados eventos sociales, entre ellos destacó una cena ofrecida a Belmonte en 1942 y otra a Manolete en 1944 en el restaurante Lhardy de Madrid, en ambas ocasiones se reunieron los intelectuales más destacados de la cultura y la sociedad para homenajear a los diestros.
A este periodo que abarca todo el siglo XX se le denominó el Siglo de Oro de la Poesía Taurina y coincide con el llamado Siglo de Oro del Toreo, fue llamado siglo de oro de la poesía por ser este el siglo en el que se publicaron las antologías taurinas más importantes como las de José María de Cossío, la de Rafael Montesinos, la de Mariano Roldán o la de José Manuel Regalado,  junto con poemas de autores como Rubén Darío, Juan Ramón Jiménez, Federico García Lorca, Gerardo Diego, Fernando Villalón, Adriano del Valle o Manuel Machado, quien fuera el primer poeta del siglo en describir la fiesta de los toros entre los poetas de su generación, el poema titulado Fiesta Nacional, fue escrito en el año 1900 en París, traducido por Laurent Tailhade al francés y publicado ese mismo año en la ciudad francesa, antes de que lo hiciera en España donde vio la luz en 1906.

## Generación del 98
Con el final del siglo XIX hizo aparición la generación del 98 y el modernismo corrientes con las que se expresaron el momento de cambio y pensamiento de la época y que duró hasta mediados del siglo XX. A lo largo de este periodo la poesía tuvo un papel importante a la hora de expresar las nuevas ideas y tendencias de pensamiento que surgen tras el sentimiento ocasionado por el desastre de 1898 (Cuba y Filipinas). Entre las figuras más representativas de la generación del 98 destacaron Miguel de Unamuno, Pío Baroja, Azorín, Manuel Machado, Antonio Machado y Ramón María del Valle-Inclán, junto a ellos también el iniciador de la generación del 98: Ángel Ganivet. Cada uno de estos autores han escrito y se han servido de la tauromaquia para sus creaciones poéticas o literarias, de entre todos ellos, algunos escritores, poetas, incluso científicos ocuparon posiciones contrarias a la tauromaquia, inclusive hostiles tanto hacia lo taurino como hacia lo flamenco, sin embargo no es posible extender esta oposición hacia toda la generación completa, fue Fernando Claramunt, ensayista, psicólogo e historiador taurino, quien en su obra Toreros de la Generación del 98 (O una manera española de entender la vida) escrita en el año 1998 retrató el significado de la tauromaquia más allá del contexto festivo y pintoresco situándola dentro de la forma de ser y de vivir de la sociedad española del momento, mostrando que no puede afirmarse la posición contraria o antitaurina de alguno de estos poetas e intelectuales al ser la tauromaquia una muestra de la forma de vida de aquel tiempo que retrató aspectos cotidianos de la política, del arte, la literatura, el periodismo, las modas, el folklore o los gustos aristocráticos y populares entre otros, una sociedad a la que la poesía no estuvo ajena al focalizar su atención en la biografía de los toreros dentro y fuera de los ruedos. Claramunt afirmaba por tanto que: «Suele decirse, con poca exactitud, que los intelectuales del 98 eran enemigos de las corridas»
El poeta Gerardo Diego sobre los poetas del 98 aclara que si bien algunos autores no participaban de las corridas y festejos taurinos se valieron de la tauromaquia en alguno de sus aspectos para plasmar la tradición social y cultural española en sus versos, esto sucede con Azorín, con Unamuno quien estuvo interesado en la tradición taurina o en los casos de Valle-Inclán o Ramón Pérez de Ayala quienes mantuvieron una estrecha amistad con Juan Belmonte sirviéndoles el torero de inspiración en alguna de sus obras, un ejemplo de ello sería la también amistad del filósofo José Ortega y Gasset con el torero Domingo Ortega, sin mencionar a intelectuales de otros géneros literarios y artísticos.

### Manuel Machado

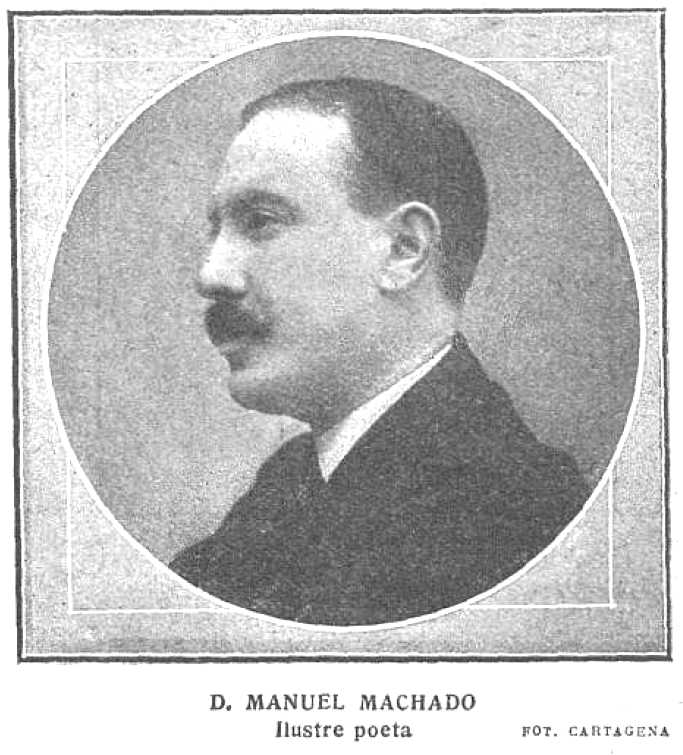
Manuel Machado (1914)

El modernismo ocupa un lugar importante en la estética poética y literaria de Manuel Machado,  considerado un poeta original y enérgico por la crítica del siglo XX que une estilos del pasado, del presente en el que vivió y del futuro, al anticiparse a las corrientes del romanticismo, noventayochismo —de la generación del 98—, populismo, decadentismo, malditismo o coloquialismo. Manuel Machado cumple con las características del modernismo que apuntó Max Henríquez Ureña en su libro Breve historia del modernismo (México 1962); uno de los elementos que le dio unidad a su obra es el uso de un lenguaje cultivado, el dominio que mostró del verso y la calidad expresiva tanto en el registro culto como en el coloquial.  Otro rasgo del estilo modernista es el gusto por el color gris, el negro, el oro, el rojo y el blanco que Machado emplea tanto en el título y como en los versos que compone el poema taurino La Fiesta nacional (Rojo y negro) donde los colores mencionados forman parte de los versos que aluden al traje del torero Antonio Fuentes Zurita:  «¡Oro, seda, sangre y sol!» (verso 21) o «Sobre la arena, roja» (verso 48)

#### La fiesta nacional
Manuel Machado con el poema La fiesta nacional, publicado en París en el año 1900, está considerado el primer poeta taurino del siglo XX. El poema es uno de los más completos sobre la fiesta de los toros, fue traducido al francés por Laurent Tailhade antes de ser publicado en España en 1906, está dedicado por el poeta al torero Antonio Fuentes Zurita (Sevilla, 1869 -1938), según se puede leer en la página 13 de la publicación original, una dedicatoria que en ediciones sucesivas ha ido desapareciendo junto con algunos de los versos originales al tiempo que se añadieron a la versión original tres estrofas en las que se hace referencia a la cogida del torero sucedida más tarde según indica Rafael Montesinos en su obra poesía taurina contemporánea (1960), Montesinos además afirmaba que el poema de Manuel Machado fue la primera obra contemporánea importante sobre el tema de los toros, esta idea fue avalada también por Ángel Manuel Aguirre en su estudio sobre la obre de Machado Verso y prosa de Manuel Machado no incluido en la edición de sus «Obras completas» basado en el estudio publicados en los Cuadernos Hispanoamericanos (tomo I) publicados sobre Manuel Machado en 1975; el poema  La fiesta nacional que fue publicado en las Obras completas del poeta mantuvo más la fidelidad con la edición original ya que de esta fueron ocultados un total de veintiocho versos Con La fiesta nacional, Machado elevó el valor de la poseía taurina al tiempo que provocó la agitación de los intelectuales del momento que no aceptaron bien que se pudiese hacer poesía de la tauromaquia.
Aparte de la poesía taurina Manuel Machado en sus inicios como escritor publicó, en colaboración con su hermano Antonio, una serie de versos cómicos firmados con los seudónimos Tablante de Ricamonte —cuando ambos escribían en colaboración—  o como Polilla  cuando Manuel Machado escribía en solitario, Entre Damas es un ejemplo de los versos publicados en la revista La Caricatura número 59 del 3 de septiembre de 1893.

### Antonio Machado

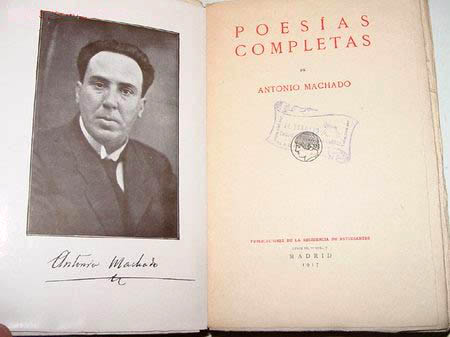
Página de título de la primera edición de las Poesías completas de Antonio Machado, con autógrafo y foto del autor (tomada hacia 1917, en su etapa de profesor en Baeza). Fondos de la Biblioteca del Ateneo de Madrid.

Antonio Machado, poeta y filósofo, fue el representante más destacado de la generación del 98, impulsó las corrientes modernistas españolas y se sirvió de la tauromaquia al igual que otros poetas de la misma generación para su creación literaria.
En sus inicios Antonio Machado, junto con su hermano Manuel, escribió crónicas taurinas en la revista La Caricatura firmadas bajo el seudónimo de Cabellera, y como se ha indicado con anterioridad, firmó con el seudónimo de Tablante de Ricamonte cuando la redacción era compartida por ambos hermanos. Sobre su postura respecto a la tauromaquia, Machado pasó por todas las etapas, en sus inicios presenció corridas de toros, tanto en sus crónicas en La Caricatura como en algunos de sus escritos personales queda de manifiesto este hecho. En las cartas intercambiadas entre ambos hermanos publicadas en la obra del poeta Poesía y Prosa, editada por Oreste Macri en 1989  Antonio Machado describe con entusiasmo dos ejecuciones de la suerte al volapié realizadas por parte del torero Ricardo Torres Reina, Bombita, en una corrida de toros que Antonio Machado presenció en Madrid en 1896.  En etapas posteriores Machado mostró la aprehensión y el repudio social y regeneracional hacia la tauromaquia siguiendo algunas tendencias del momento, tiempo después la postura respecto al tema taurino de Antonio Machado fue la de comprender la tauromaquia, estos cambios quedaron plasmados en los versos del poeta.
Años más tarde fue otro poeta, Gerardo Diego, el encargado de desmontar el mito antitaurino del poeta en un artículo escrito para ABC en 1962. Machado conocía las técnicas del toreo y el léxico taurino, dominó y empleó de manera habitual en su poesía al igual que hicieron otros autores de finales del siglo XIX e inicios del XX. Estos conocimientos fueron un recurso frecuente en la poesía de la generación del 98 y Machado no estuvo ajeno a ellos. Así en los retratos sociales y costumbristas que sobre la vieja España y la crítica hacia el señorito andaluz hizo Antonio Machado de forma magistral en sus versos, se observa de forma habitual palabras del vocabulario y la fraseología taurina. En el poema El mañana efímero Machado retrató la España inferior sirviéndose como recurso para mostrar las costumbres del español de la época de un aficionado taurino seguidor de Frascuelo, figura del toreo en esos momentos: «La España de charanga y pandereta / cerrado y sacristía / devota de Frascuelo y de María...» , en el mismo poema, unos versos después Machado hace uso del término taurino embestir en sustitución del verbo pensar: «...esa España inferior que ora y bosteza, / vieja y tahúr, zaragatera y triste; / esa España inferior que ora y embiste, / cuando se digna usar la cabeza...». Queda de manifiesto por tanto que Machado recurrió al interés intelectual de la tauromaquia dentro del ámbito cultural, social y político del momento según afirma Rogelio Reyes Cano en el artículo El mundo de los toros en la obra de Machado publicado en la Revista de Estudios Taurinos en 1996.

## Novecentismo

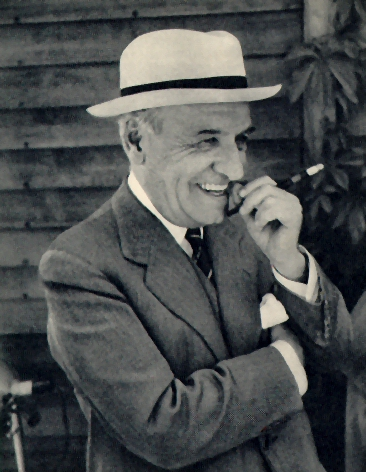
José Ortega y Gasset

El Novecentismo, denominado también Generación del 14 o Generación de Ortega,  fue un movimiento literario intermedio que sucede entre la generación del 98 y la del 27. La característica que la distingue de la generación del 98 fue que la primera era más suave, menos apasionada y con un enfoque más intelectual. Los autores novecentistas buscaron la perfección en el estilo fruto de la formación artística e ideológica de los propios autores en universidades europeas; pensadores que en ese momento miran a España con una distancia emocional centrada en la importancia del «yo pensante» de José Ortega y Gasset, se focalizaron en la deshumanización dirigida a un grupo minoritario de lectores a los que consideraron más cultos. Se inicia en este momento la producción literaria dirigida hacia los ensayos literarios y hacia la novela. En la poesía, al igual que en los demás géneros, se buscó el purismo, ejemplos de ello son autores como Juan Ramón Jiménez, Ricardo León o Ramón Gómez de la Serna.

### Juan Ramón Jiménez

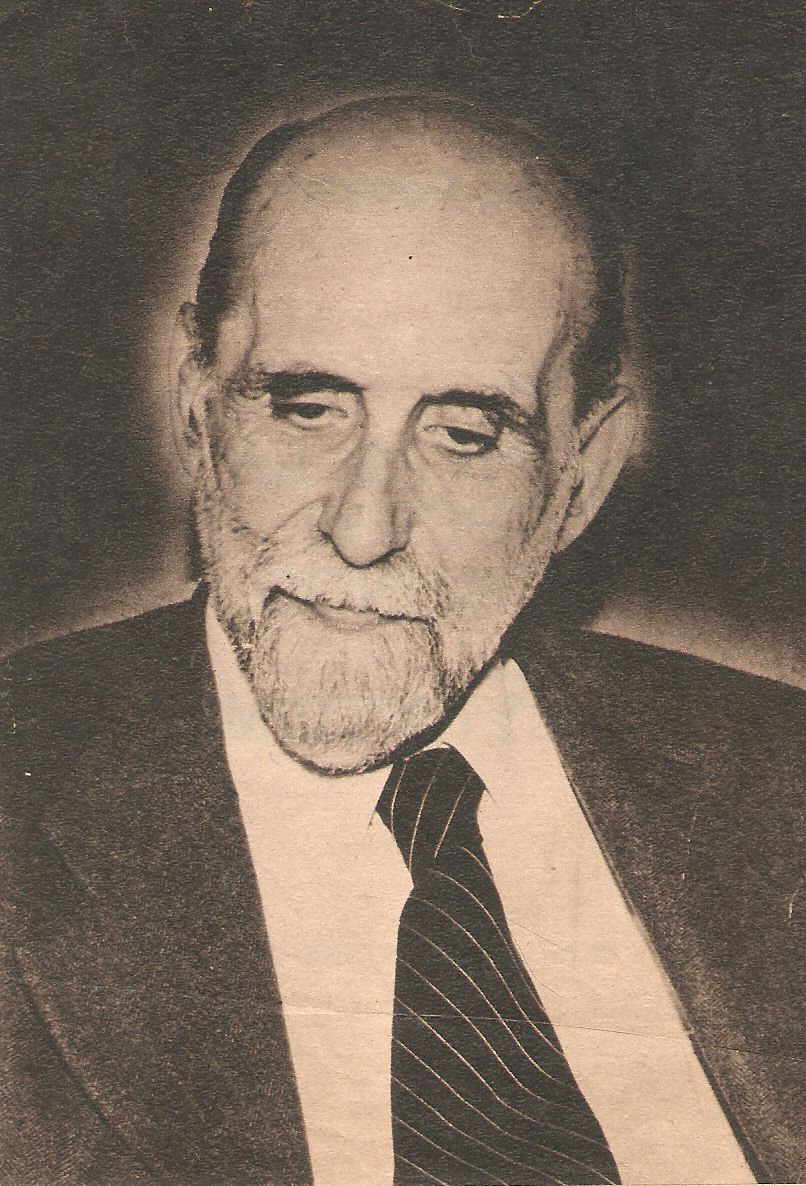
Juan Ramón Jiménez

En la poesía del Premio Nobel de Literatura Juan Ramón Jiménez se observa una variación de las normas de ortografía del castellano, una forma con intención innovadora introducida por el poeta en su obra. El tema taurino no es habitual en la obra de Juan Ramón Jiménez sin embargo según la obra de José María de Cossío, los toros en la poesía castellana (estudio y antología) de 1931, en alguna ocasión el poeta recurre al mismo, puede comprobarse en su obra Elegías (1907-1908) donde Juan Ramón Jiménez recurre a recuerdos de su infancia para hacer alusión a la soledad que siente el poeta, según el análisis de José María de Cossío. Otros versos de temática taurina de Jiménez se encuentran en el poema Toros de noche, Toro negro o Desvelo, incluido este último en el poemario La realidad invisible escrito entre 1917 y 1924, una obra inédita hasta que fue publicada en el año 1983 por la editorial Tamesis Books Limited.  La obra recoge un total de ciento cuarenta y cuatro poemas en los que el poeta se muestra más esencialista y sencillo. El poema Desvelo figura entre los que alberga la sala Zenobia-Juan Ramón de la Biblioteca de la Universidad de Puerto Rico donde se encuentra la colección más completa de manuscritos del poeta onubense, figura en el cartapacio 145, sobre 1, folio 8 con el título Con el toro que huía:

## Generación del 27

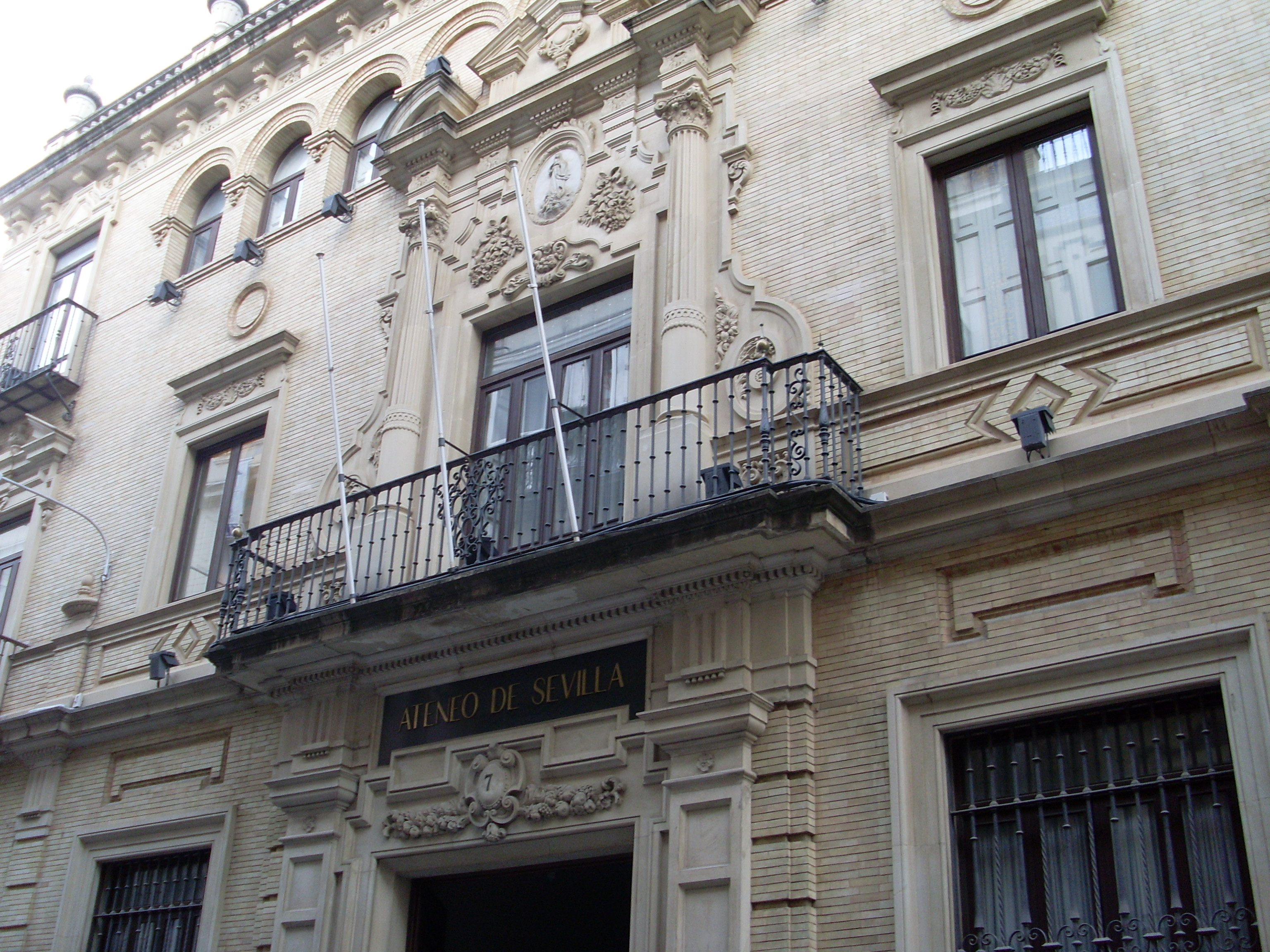
Ateneo de Sevilla

Con motivo del tercer centenario del fallecimiento de Luis de Góngora la Sección de Literatura de Madrid por mandato de Manuel Blasco Garzón organizó un acto de homenaje al poeta cordobés siguiendo otros similares acontecidos ese mismo año en España con la intención de presentar a los jóvenes poetas madrileños surgidos en 1927. La reunión fue organizada por el Ateneo de Sevilla los días 16 y 17 de diciembre de 1927 en las instalaciones de la Sociedad de Amigos del País propiedad del Ateneo. Animados por el torero Ignacio Sánchez Mejías, poetas, como Jorge Guillén, Rafael Alberti, Federico García Lorca, Dámaso Alonso o Gerardo Diego se reunieron dando inicio a una nueva generación de poetas y escritores, la del 27.
Esta nueva generación de autores nacidos entre 1891 y 1095, compartía una formación académica e intelectual similar, fueron respetuosos con la tradición literaria española. No tienen un estilo único, sino que buscan la renovación del lenguaje poético dentro del estilo personal de cada autor, se interesan por encontrar la perfección formal del estilo poético así como del concepto y se valen para ello del uso del lenguaje y su expresión. La generación del 27 muestra un desprecio hacia el sentimentalismo, busca el equilibrio, la inteligencia y el sentimiento. Recibió influencias de Gustavo Adolfo Bécquer y del modernismo; entre 1927 y 1936 se inicia un proceso de rehumanización, se prefieren los temas más humanos al tiempo que surgen las inquietudes sociales. Tras la guerra civil española de 1936 el grupo se separa, a partir de ese momento se recurre al tema de la patria perdida plasmada en los versos en modo de angustia.
La amistad del torero Ignacio Sánchez Mejías con los poetas de la generación del 27 contribuyó al entusiasmo de estos intelectuales por la tauromaquia la cual fue una fuente de inspiración innegable; los versos de los grandes poetas quedaron impregnados con las escenas taurinas de aquella época. Destacan las obras de Pedro Salinas, Jorge Guillén, Gerardo Diego, Dámaso Alonso, Federico García Lorca, Rafael Alberti, Vicente Aleixandre, Luis Cernuda, Emilio Prados y Manuel Altolaguirre entre los diez más importantes. 

### Pedro Salinas

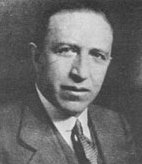
Pedro Salinas

En una entrevista realizada en 1935 a Federico García Lorca, este consideró el toreo como la mayor riqueza poética y vital de España, unas características del toreo, que según el propio poeta, no eran aprovechadas por los escritores y artistas que la rechazaban a causa de la falsa pedagogía recibida, además de considerarla una fiesta culta y dramática, Lorca afirmó que con el toreo el español expresaba sus sentimientos y se acudía a él con la certeza de ver la muerte rodeada de belleza. Tras esta entrevista al poeta granadino la tauromaquia se incorporó a la cultura y al arte, los toros ya no eran considerados un aspecto de la sociedad marginal, sino que formaban parte de la sensibilidad del pueblo español, a este concepto de García Lorca que asoció la cultura y la tauromaquia el poeta Pedro Salinas lo denominó la «cultura de la muerte», un pensamiento sobre la vida y la conciencia del hombre que permitió entender el concepto y el sentido mismo de la vida y la muerte.
La poesía taurina de Pedro Salinas reflejó la angustia característica de los versos de la generación del 27, una poesía transparente, coloquial, intimista, de versos sencillos con lenguaje poético, bien organizados y con material cuidadosamente escogido con los que Salinas buscó emocionar y comunicar. Entre el humor y el ingenio Salinas deja entrever al hombre desamparado, descubriendo el mundo entre las cosas ocultas o a través de relaciones inesperadas,  estas características pueden observarse en el poema Presagios (1923) en el que Salinas recurre al amor de un joven del gremio de toreros que no sabe que morirá en poco después «...la juró un día de abril/(Dios le iba a matar en mayo)», el poeta recurre al léxico taurino en los versos «Un viejo chulo la dijo:...» donde chulo en tauromaquia se refiere al hombre que ayuda en el matadero al encierro de las reses mayores, también alude al hombre que asiste a los lidiadores entregando garrochas o banderillas entre otras acepciones; unos versos después Salinas menciona: «Y un mocito que era de la torería...» donde torería es como se denomina al gremio o al conjunto de toreros, según explicó José María de Cossío en el análisis realizado sobre dicho poema en su obra sobre el estudio y antología de la poesía  (op. cit.).

### Jorge Guillén

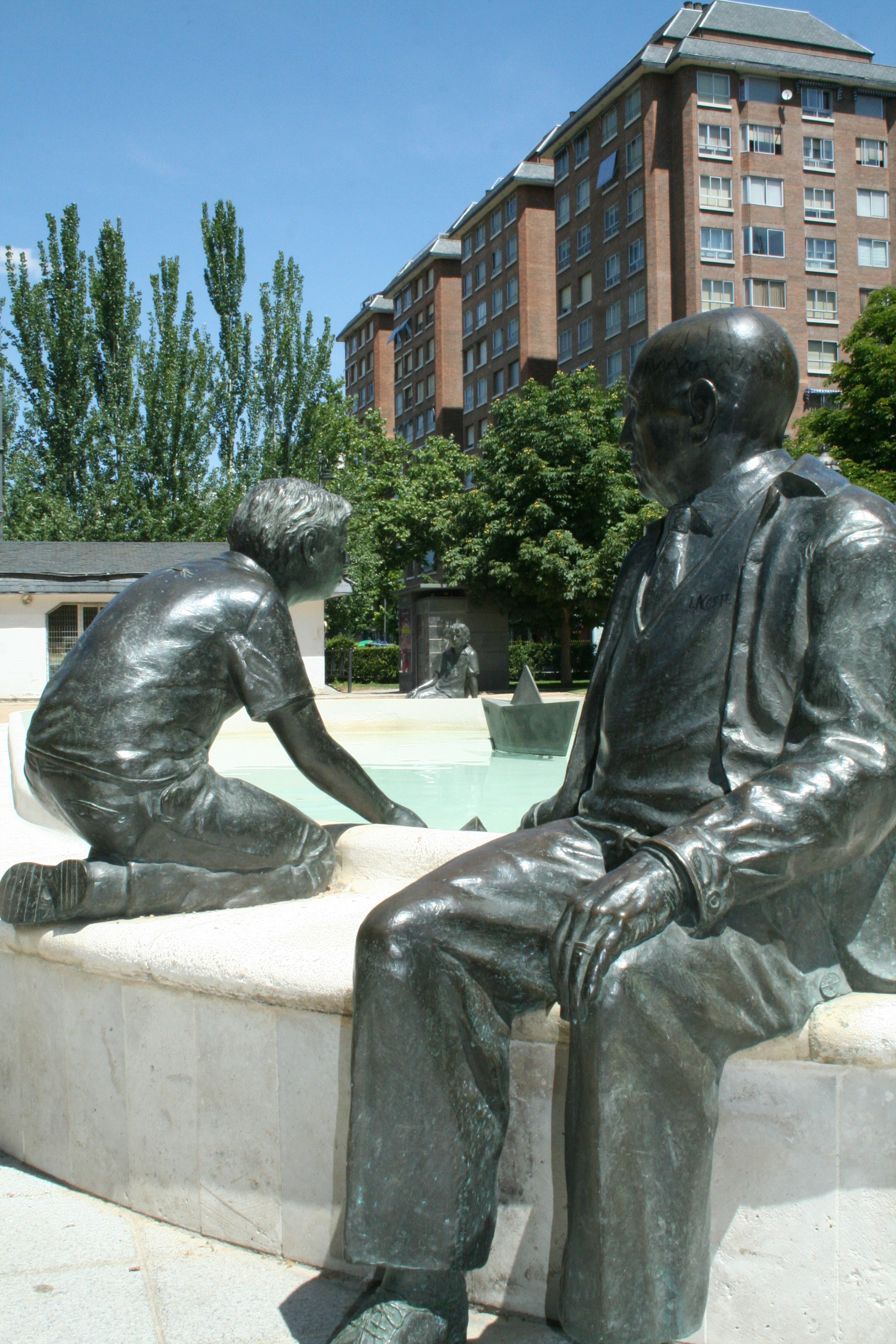
Jorge Guillén y la infancia (monumento)

El poeta, filósofo y escritor Jorge Guillén destacó entre los poetas de la generación del 27 por su conocimiento de todas las corrientes estéticas así como de la tradición poética, Graduado en Madrid y en Granada (1913), catedrático de Literatura española en la Universidad de Murcia (1925) y de la de Sevilla (1929) y profesor de literatura y letras en Estados Unidos. Creó en 1927 junto con Juan Guerrero la revista Verso y Prosa (1927) colaboró con el homenaje a Góngora de 1927 realizado en el Ateneo de Sevilla junto con otros jóvenes poetas como Rafael Alberti, Federico García Lorca, Dámaso Alonso o Gerardo Diego.
Jorge Guillén emplearía el tema de los toros varios poemas, uno de ellos Ardor, publicado más tarde en La Revista de Santander (1930) fue un encargo que le realizó José María de Cossío para incluirlo en la obra que el historiador taurino estaba trabajando, Antalogía. Los toros en la poesía castellana (publicado en 1931) en concreto en el capítulo sobre la nueva poesía, donde además, Cossío incluyó poemas de Alberti, Lorca, Gerardo Diego incluso uno de los escasos poemas de Juan Ramón Jiménez sobre los toros. El poema Ardor que Jorge Guillén escribió para Cossío no llegó a ser publicado por este en dicha antología sin embargo el poema sí fue incluido posteriormente en otra obra que José María Cossío publicó en 1944 llamada Cancionero, consistente en una recopilación de poemas manuscritos por los propios poetas.
En 1957 se publica Maremágnum la primera parte de la segunda obra de Jorge Guillén Clamor, en dicha obra Guillén aporta a la poesía nuevos conceptos de la realidad que le rodea, muestra un mundo injusto, confuso que ha dejado desolación y miseria tras la guerra, denuncia las persecuciones políticas, el mal, el azar, el paso voraz del tiempo o la muerte entre otros temas sociales en los que el poeta presenta un mundo imperfecto donde la angustia y la desesperanza están presentes.  En Clamor —Tiempo de historia— A la altura de las circunstancias, es la tercera parte la obra se publica en 1963, en este escrito se encuentra el poema Tréboles de tema taurino; también en la obra de 1967 Homenaje, Al margen, un repertorio de más de un centenar de poemas de otros autores a partir de algunos de los cuales Jorge Guillén crea su propia variante, un ejemplo lo representa el poema  El Lidiador, dentro de la temática taurina, el primer verso del poema de Guillén pertenece al octavo del soneto A una dama que se peinaba de la obra Sonetos amorosos de Juan de Tassis y Peralta, conde de Villamediana, (1582-1622) con él Jorge Guillén inicia su propio poema:

### Gerardo Diego

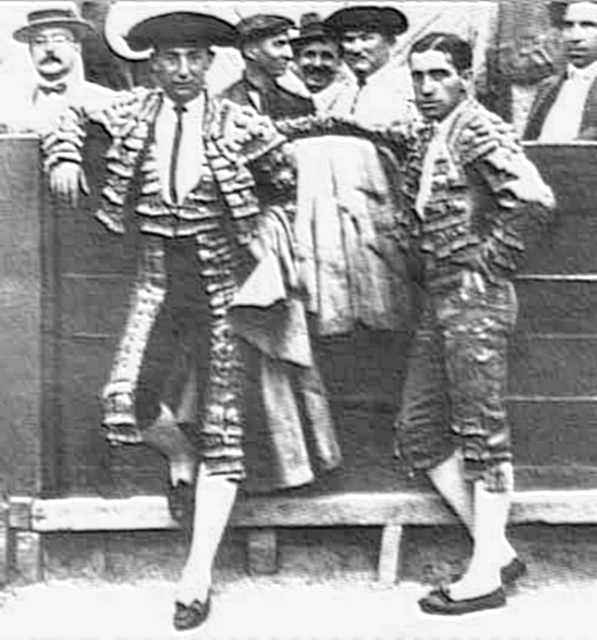
Joselito y Belmonte

Si los poetas de la generación del 27 acercaron la tauromaquia a sus versos y viceversa, Gerardo Diego hizo del tema taurino una constante que se mantuvo invariable a lo largo de su obra tanto en verso como en prosa. El poeta aficionado a la tauromaquia, testigo del acontecer de las corridas de toros y del mundo del toro y torero plasmo desde la sensibilidad de la lírica y desde la emoción todo lo taurino, así en su obra habla de toros, de su condición, de la fiesta en sí, del drama vivido en los ruedos con las cogidas, de las cuadrillas de toreros, de los lances, de las plazas sin olvidar a los protagonistas: los toreros, tanto aquellos a los que nunca vio torear como Joselito, como a sus coetáneos: Juan Belmonte, Chicuelo, Manolete, Julio Aparicio Martínez, Pepe Luis Vázquez, etc., sin olvidarse de los que iniciaban su andadura en el mundo del toro como El Viti o el Cordobés. La variedad en la poética de Gerardo Diego abarca desde los versos sueltos hasta obras completas dedicadas a un solo tema, desde los versos endecasílabos hasta cancioneros, seguidillas de forma que en su obra se establece una relación análoga entre la tauromaquia y la literatura; esta comprende un total de ciento siete poemas dedicados a la tauromaquia.

Entre un temporal deshecho

la gruesa nave embestía.
Al pasar por el estrecho
la plaza se estremecía.
Tú erguido, firme, derecho,
faro en tu roca vigía,
larga el brazo, álzate al techo,
rompa la espuma bravía.

Y allá va el pase de pecho.
Gerardo Diego, Pase de pecho (Entre un temporal deshecho), Molino de papel 1. (1954)

Entre las obras de Gerardo Diego, Torerillo en Triana fue su primer poema, escrito en 1926 y con él Gerardo Diego se posiciona entre los primeros poetas del 27 en escribir sobre tauromaquia. El poema fue enviado por Gerardo Diego a José María de Cossío para ser incluido en el Cancionero obra del historiador taurino. Sin embargo será la Elegía a Joselito, escrita en 1926 y publicada en 1928, donde el poeta muestre el sentimiento por la pérdida del torero y amigo Joselito, al mismo tiempo que muestra el lado humano del torero. El poema se publicó en La suerte o la muerte en 1963, una monografía y engloba la obra de Gerardo Diego a lo largo de veinte años y con la que culmina su homenaje a la tauromaquia y a los toros, junto a la elegía publicó La penúltima, poema dedicado a la penúltima corrida de toros de Manolete, el 26 de agosto de 1948 y la Oda a Belmonte publicada en 1941, el libro alterna viñetas con los poemas.

### Federico García Lorca

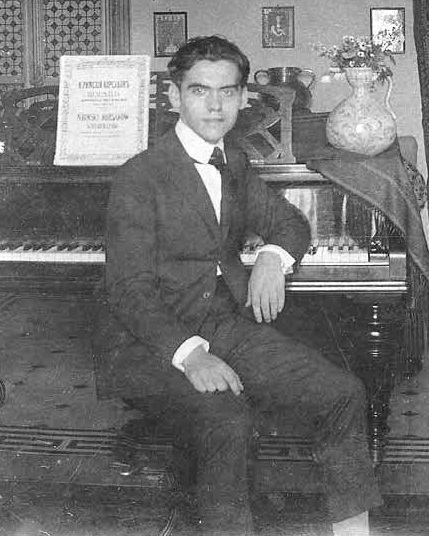
Federico García Lorca, 1919.

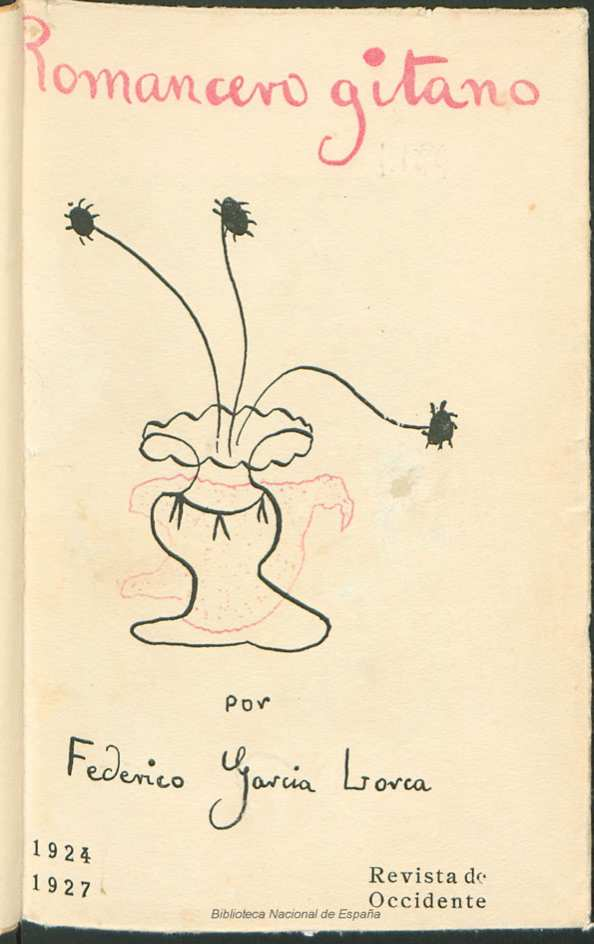
Romancero Gitano, 1928.

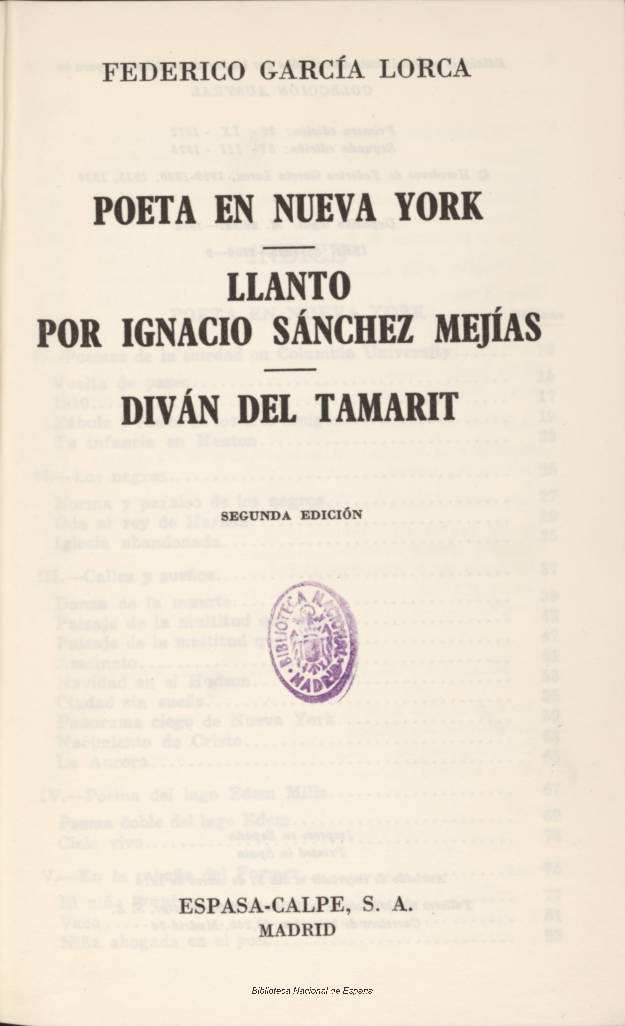
Llanto por Ignacio Sánchez Mejías

Sobre la obra y la persona de Federico García Lorca ha habido diferentes opiniones contradictorias entre sí sobre su ideología política, sobre su obra poética incluso sobre su identidad, que se han ido repitiendo a lo largo del tiempo, muchas de estas opiniones fueron emitidas por los mismos escritores que conformaron la generación del 27. Pedro Salinas resaltaba la grandeza de la poesía de Lorca, Rafael Alberti opinó de Lorca que era el cante andaluz y el canto a la cultura, tradición de los viejos cancioneros andaluces; Cernuda lo comparó con un fenómeno taurino.
Sobre la relación entre la tauromaquia y Lorca hay diferentes testimonios que avalan la afición del poeta a la misma, entre esos testimonios destacan las numerosas declaraciones al respecto pronunciadas por el poeta: «Creo que los toros es la fiesta más culta que hoy hay en el mundo (…)¿Qué serían de la primavera española, de nuestra sangre y de nuestra lengua, si dejaran de sonar los clarines dramáticos de la corrida?», esta afirmación fue hecha por Lorca en una entrevista realizada por Luis Bagaría Bou el 10 de junio de 1936,  Diálogos de un caricaturista salvaje (1966) donde además el poeta se declaraba seguidor del torero de Triana (Sevilla) Juan Belmonte. Con estas palabras García Lorca incorporaba la tauromaquia al mundo del arte y de la cultura respaldado por otros poetas como Pedro Salinas o Gerardo Diego convirtiendo el toreo en un punto de referencia para la producción poética, culminará su obra con la elegía Llanto por Ignacio Sánchez Mejías, en homenaje al torero fallecido en el ruedo con quien el poeta tenía una profunda amistad. Dicha amistad surgió cuando José María de Cossío presentó al torero Sánchez Mejías a Rafael Alberti en el círculo literario, poco después sería el propio torero y también escritor Ignacio Sánchez Mejías quien animase a los jóvenes poetas a acudir al homenaje realizado en Sevilla en conmemoración de Góngora, entre ellos figuraba Lorca, de dicha conmemoración surgen las bases de la que sería conocida después como la generación del 27.
Otras obras de Lorca relacionadas con el mundo de los toros son Mariana de Pineda, Romance popular en tres estampas (1927) o Romance, publicado en Poesía inédita de juventud (1917-1920)

#### Llanto por Ignacio Sánchez Mejías
La elegía que García Lorca escribió tras la muerte el 11 de agosto de 1934 del torero Ignacio Sánchez Mejías se encuentra entre las obras más célebres y bellas del poeta granadino. Para la publicación de la elegía Lorca escribió a José María de Cossío para solicitarte unas frases para incluir como lema, al igual que ya se lo había solicitado a otros poetas como Fernando Villalón, Rafael Alberti, José Bergamín y Vicente Aleixandre. La fatal tarde Sánchez Mejías sustituía al diestro Domingo Ortega en Manzanares, García Lorca enterado de la terrible noticia del fallecimiento de Mejías inició la redacción de la elegía de inmediato, trabajó en ella durante siete meses, hasta que por fin los versos que había compuesto fueron presentados en público el 12 de marzo de 1935, en el Teatro Español, donde se representó Yerma por la compañía teatral de Margarita Xirgú, la actriz quiso realizar un homenaje al poeta granadino. Tras subir al escenario Lorca recitó los versos. El poema mantiene las características medievales con una enumeración monótona y larga en las que se repiten los versos haciendo hincapié en ellos, reiterados de forma insistente como en el romance, a estas características se le une el recurso de la angustia empleados por las vanguardias del siglo XX.

«A las cinco de la tarde.

Eran las cinco en punto de la tarde.
Un niño trajo la blanca sábana
a las cinco de la tarde.
Una espuerta de cal ya prevenida
a las cinco de la tarde.
Lo demás era muerte y sólo muerte
a las cinco de la tarde.»
(…)
«¡Que no quiero verla!

«Dile a la luna que venga, 
que no quiero ver la sangre 
de Ignacio sobre la arena.
¡Que no quiero verla!
La luna de par en par.
Caballo de nubes quietas,
y la plaza gris del sueño

con sauces en las barreras.»
Federico García Lorca (Llanto por Ignacio Sánchez Mejías)

### Vicente Aleixandre
La poseía de Vicente Aleixandre, miembro de la Real Academia Española desde 1949 y premio Nobel de literatura en 1977, perteneció a la generación del 27, aunque su obra, en la del 27, es considerada tardía pues sus primeros versos se publican cuando poetas como Federico García Lorca, Dámaso Alonso, Rafael Alberti, Gerardo Diego o Pedro Salinas ya habían publicado algunas de sus obras.  Los primeros pasos poéticos de Aleixandre son en 1926 cuando el poeta colabora en la Revista Occidente fundada por José Ortega y Gasset en 1923 para la difusión de la cultura europea y española.
En la poesía de Vicente Aleixandre se muestra el mundo elemental y natural, el hombre real tal cual es al tiempo que el poeta censura lo artificial y aquello que no apasiona del mundo imponiendo un estilo singular y personal a su obra. La obra poética de Aleixandre está enmarcada dentro del subrrealismo poético del cual fue la principal representante.
La tauromaquia es uno de los temas a los que el poeta recurre en su obra, poemas como Corrida en el pueblo o Misterio de la muerte del toro el sexto poema de los catorce que forman Diálogos del conocimiento en el que a través de diferentes personajes que conforman la cultura y la sociedad española Aleixandre muestra la búsqueda y el camino del conocimiento; torero y toro, protagonistas de este sexto poema mantienen un soliloquio en soledad en el que se ponen de manifiesto ambos extremos de la lidia: el cenit del torero y la muerte del toro, vistos como la búsqueda del conocimiento.  La cogida (Plaza de toros) es un poema escrito en 1954, en el que Aleixandre emplea la metáfora y la simbología como vehículo para mostrar la cogida del torero como una forma de amor, como si de un beso ciego y mortal se tratase, intenso, emotivo y premonitorio, emplea en estos versos una métrica novedosa, en la que rima el verso libre sobre una única asonancia. De este poema Aleixandre hizo dos versiones, la última de ellas se publicó en 1976 en Mis poemas mejores incluida en la obra Mis poemas varios.

### Rafael Alberti

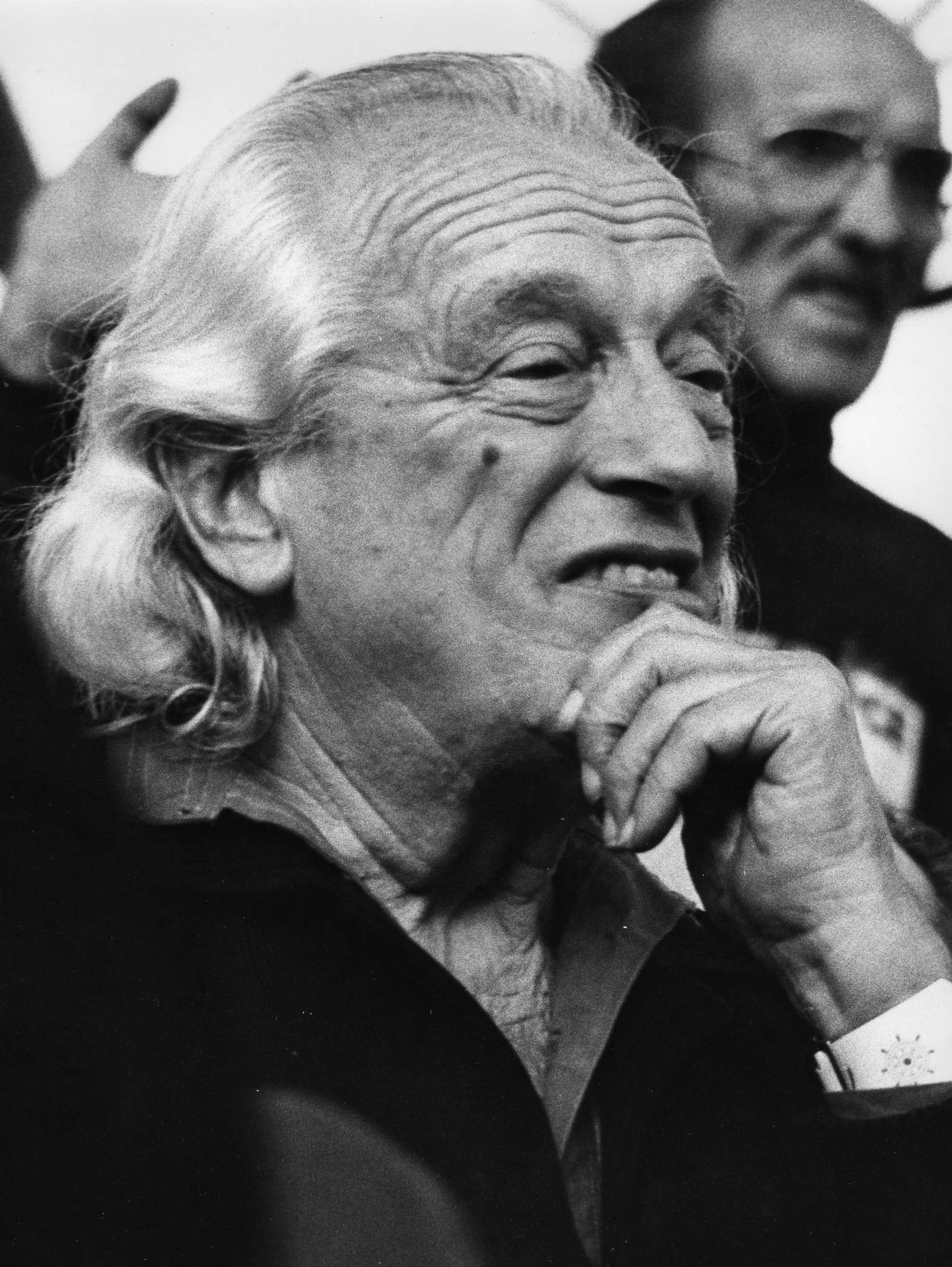
Rafael Alberti

Rafael Alberti, poeta de la generación del 27, vivió parte de sus años exiliado en América y desde allí escribió varias de sus obras, entre ellas Verte y no verte, poema homenaje al torero Ignacio Sánchez Mejías, gran amigo de Alberti el poeta formó parte de la cuadrilla de Mejías el 14 de julio de 1927 en Pontevedra, sin llegar a torear nunca. El poema fue finalizado en México y fue leído por el poeta junto al torero mexicano Rodolfo Gaona, el pintor Sequeiros y algunos amigos en la plaza de toros Toreo de la Condesa de México el 13 de agosto de 1935, un año después de fallecimiento de Sánchez Mejías y se publicó en Jalisco en la revista cultural Eos.
En la poesía de Rafael Alberti, como en la de la generación del 27, puede observarse el tema taurino como un recurso habitual, poemas como Eh, Los toros publicado en la obra Cal y canto (1926-1927),  El niño de la palma (Chuflillas) publicado en abril de 1928 o La música callada del toreo dedicado al también poeta José Bergantín. En su obra, Alberti, sigue el estilo de las vanguardias, se apoya en los clásicos españoles y en la poesía española del Siglo de Oro, desde Góngora hasta san Juan de la Cruz sin olvidar los versos de Quevedo, siendo la obra de este último la que más estudió Alberti. Conocedor de los cancioneros tradicionales y de la poesía popular reinterpretó ambos en su producción poética contribuyendo a la recuperación del patrimonio cultural y tradicional, entre ellos la tauromaquia.
El niño de la Palma es otra de las obras de Alberti en torno al tema de la tauromaquia, el poema fue publicado en la revista Meseta número 4 (Valladolid) en 1928. José María de Cossío y Rafael Alberti visitaron al torero Cayetano Ordóñez Aguilera conocido como el Niño de la Palma a quien Alberti le había redactado el poema. Los versos, simpáticos, en tono gracioso retratan al torero con un aire distendido y juguetón con el toro, tras escuchar a Alberti el torero le comentó que más que unos versos parecían unas chuflillas —palabra que en Cádiz significa chufla—, Albertí adoptó la palabra para titular el poema que se publicó en la segunda parte del libro El negro alhelí.
Rafael Alberti escribió a otros toreros con los que también tuvo una estrecha amistad, como con Luis Miguel Dominguín, a quien además de escribirle un poema le diseñó el último traje de luces que portó el torero y le pintó el cartel en el que se anunció en Belgrado durante su exilio en Venezuela. Rafael Alberti escribía: «Vuelvo a los toros por ti, /  yo, Rafael. / Por ti, al ruedo / ¡Ay con más años que miedo¡ /  Luis Miguel.»

### Miguel Hernández

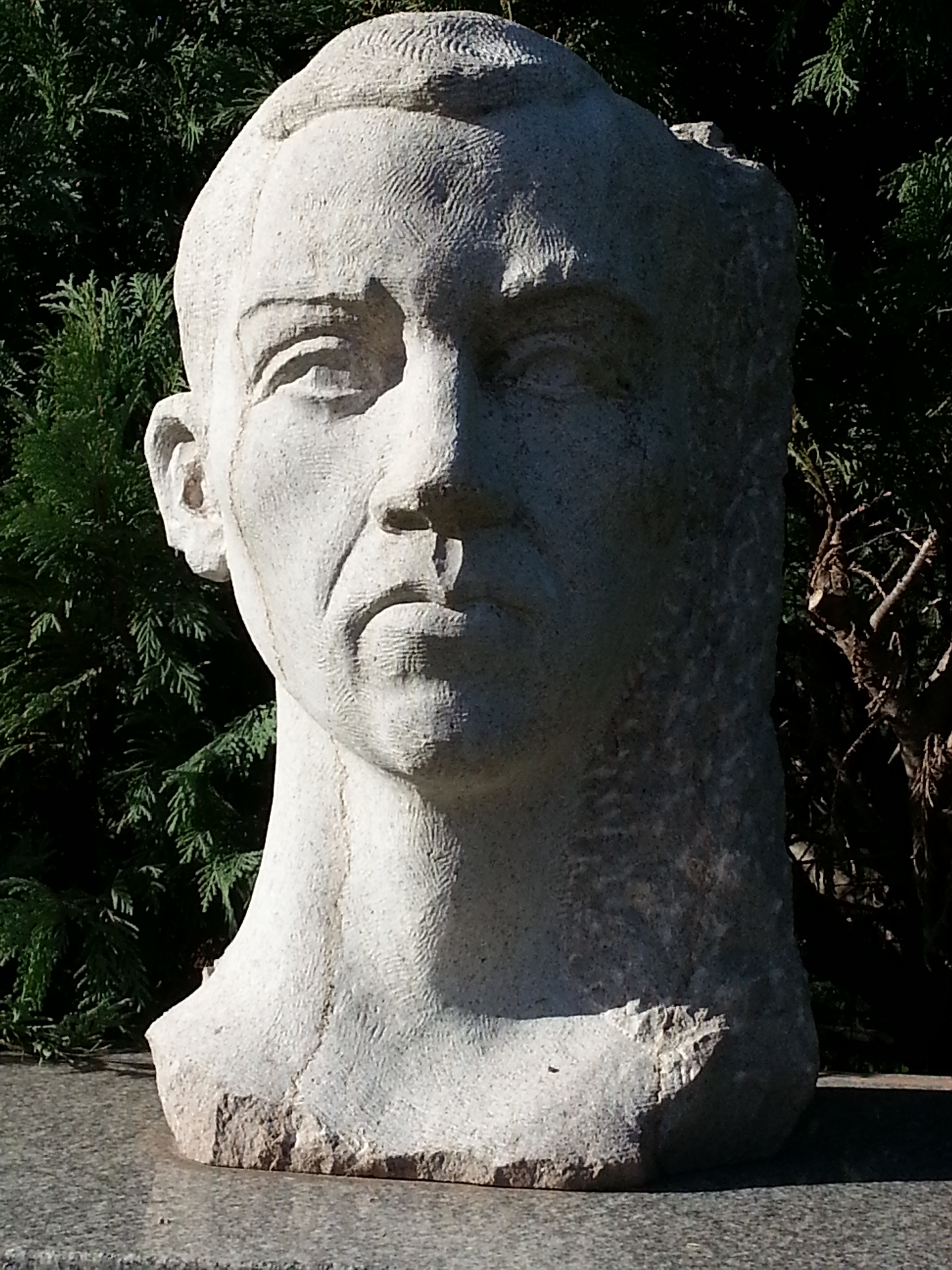
Busto de Miguel Hernández

Poeta eslabón entre la generación del 27 y la generación del 36, el mundo taurino fue para Miguel Hernández uno de los temas más empleado en su poética hasta el punto de llegar a convertirse casi en una obsesión. Desde sus inicios la tauromaquia aparece en la obra del poeta Canto exaltado de amor a la naturaleza, unas veces en tono alegre y vigoroso mientras que en otras ocasiones se muestra trágica, la tauromaquia no desaparecerá de su obra salvo en Cancionero y romancero de ausencias, escrito desde la cárcel. Las corridas de toros formaban parte de la vida de los pueblos, en la que los jóvenes aspiraban a ser toreros, incluido Carlos Fenoll, un maletilla gran amigo de Hernández. Influido por Góngora, como otros poetas de la generación del 27, empezó a publicar poemas con 17 años, pocos años después, en 1933, publica Perito en Lunas, con un total de cuarenta y dos octavas reales, de ellas dos son de tema taurino las tituladas Toro y Toreo.
Al igual que lo hicieran otros poetas como Federico García Lorca o Rafael Alberti, Miguel Hernández también escribió una elegía con motivo de fallecimiento del torero Ignacio Sánchez Mejías, Citación-fatal, redactada en solo diez días, su publicación fue rechazada por el diario ABC de Madrid según una carta fechada el 21 de agosto de 1934.

## Segunda Generación del 27
Junto al grupo de poetas de la generación del 27 establecido y conocido tradicionalmente, hubo otro grupo de poetas cuya obra no ha estado tan reconocida como la de los grandes de la primera etapa, este grupo fue denominado Segunda Generación del 27, parte de estos autores fueron excluidos de la antología poética de Gerardo Diego Poesía española. Antología 1915-1931. La polémica obra de Gerardo Diego fue reeditada, aumentada y corregida en 1934 no sin reavivar la controversia sobre su parcialidad pues según el propio Gerardo Diego incluyó en su obra a los mejores poetas de España en ese momento, sin embargo algunos autores consideraron que la obra era parcial. La existencia de estos nuevos poetas fue fundamental para el desarrollo de la poesía del siglo XX, de entre ellos hubo un número importante de poetas que escribieron versos en torno a la tauromaquia, la mayoría interesados por el tema, salvo alguna minoría discrepante con la fiesta como es el caso de Antonio Espina (1894-1972). Entre los poetas que recurrieron al tema taurino destacaron las obras de Pedro Garfias, Claudio Guillén, Joaquín Romero Murube, Pedro Pérez Clotet o Adriano del Valle.

### Pedro Garfias

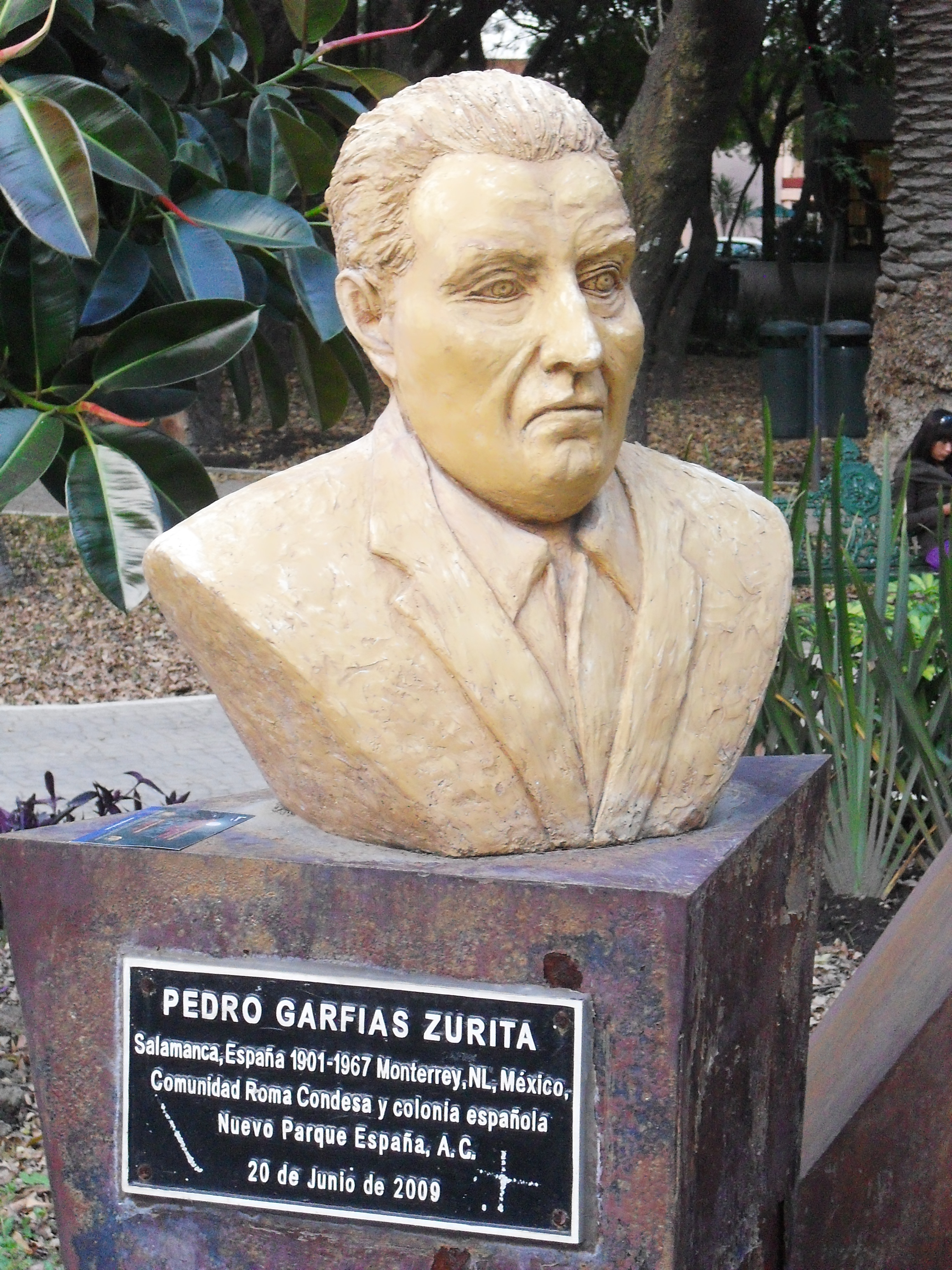
Busto de Pedro Garfias Zurita

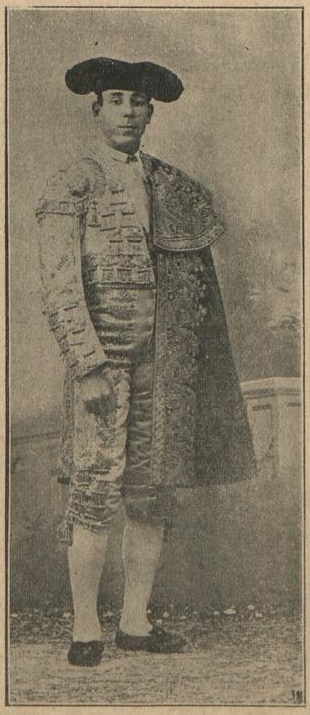
Antonio Montes Vico

Pedro Garfias (1901-1967) poeta nacido en Salamanca y vinculado a Andalucía es uno de los grandes olvidados de la segunda generación del 27, sin embargo fue un poeta valioso en cuanto a su obra. Garfias tiene sus inicios en la poesía a edad temprana, primero dentro del modernismo y luego derivó hacia el estilos más ultraísta y creacionista en la línea ideológica de Gerardo Diego, Juan Larrea y otros poetas con los que contribuyó a la creación de la generación del 27. Colaborador de publicaciones como Greta y Ultra, La Gaceta Literaria o la revista Litoral. Como fundador y editor de la revista Horizonte junto Juan Chabás  y José Rivas Panedas dedicada a la publicación de poesía principalmente, la revista fue nexo de unión con autores como Juan Ramón Jiménez, Antonio Machado, Eugenio D'Ors, Ramón Gómez de la Serna, Gerardo Diego, Federico García Lorca o Rafael Alberti. Tras trasladarse a Madrid apoyó la causa república con escritos como Poesías de la guerra (1937) y Héroes del Sur (1938) a causa de ello se exilió a Inglaterra y a México donde vivió en el olvido hasta su fallecimiento.
Sobre tauromaquia Pedro Garfias escribió un total de dieciséis poemas y cuarenta y tres prosa prácticamente desconocidos hasta 1997 por estar editados en diferentes momentos y de forma dispersa, causa por la que Garfias no fue incluido en ninguna de las antologías poético taurinas publicadas, como la de Cossío. Con su obra de tema taurino, Pedro Garfias se equipara a los poetas del 27 que también se sintieron atraídos tanto por la estética de las corridas de toros como por el toreo y su dimensión humana, por la que el poeta sintió una gran admiración según puede apreciarse en las seguidillas, versos cortos y romances taurinos. Los poemas de Garfias fueron editados en algunas revistas de la época del poeta y en su poemario La ronda de los toreros muertos, obra de Garfias perdida en gran parte. Esta última publicación fue rehecha por José María Barrera López tras recopilar los escritos dispersos en diferentes publicaciones y ediciones de revistas para ser publicados como Poesías y prosas taurinas de Pedro Garfias en 1997; en esta obra se recogen un total de cincuenta y nueve textos taurinos y dieciséis poemas más cuarenta y tres editados en su obra póstuma España, toros y gitanos.
La ronda de los toreros muertos es un poemario en el que diferentes toreros fallecidos por las astas de toros de Miura mantienen una reunión a ultratumba. Todos los diestros se hallan sentados en torno a una mesa aguardando la llegada del torero Manolete. Una vez que Manolete llega a la reunión los demás toreros le hacen un sitio en torno a la mesa para empezar a contar cada uno un relato de su vida. Uno de los poemas que conforman el poemario es A Juan Belmonte dedicados al torero Juan Belmonte, también se encuentran versos dedicados a Gallito, Manuel «Manolo» González Cabello o Carlos Arruza.
En Poesías y prosas taurinas  (1997) se incluye el poema Antonio Montes, el torero Antonio Montes Vico tomó la alternativa el 2 de abril de 1899 con Antonio Fuentes como padrino, Garfias muestra en los versos de este poema la cogida por Matajacas y posterior fallecimiento del torero en la Monumental de México. Se trata además de un documento de gran valor histórico en el que Garfias detalla las circunstancias ocurridas el 13 de enero de 1907. En esta publicación destaca además el poema El toro de lidia publicado en el semanario taurino Claridades, en México entre 1951 y 1952.
A Rafael Rodríguez Domínguez el volcán de Aguascalientes le dedicó otro poema en 1950 tras un brindis del torero en una comida, el poema puede leerse en una placa colocada en 1994 en la plaza de toros de Aguascalientes, acceso tendido de sombra.

### Pedro Pérez Clotet
El poeta gaditano Pedro Pérez Clotet escribió varios poemas relacionados con la tauromaquia algunos de los cuales fueron publicados en su obra en Soledades en vuelo de 1945 donde se incluye el poema Toro; Bajo la voz amiga que vio la luz en 1949,  El ruedo soñado publicado en 1961 y reeditado en 2008 en el que incluyó un poema dedicado a Cayetano Ordóñez el Niño de la Palma y a la ciudad de Ronda en el que se hace eco de la plaza de toros rondeña. Por encargo de la editora María Cristina Caffarena Moralejo, para la edición de Cuaderno de María Cristina una recopilación que realizó la editora de poemas contemporáneos de escritores malagueños, Pérez Clotet le envía además de un soneto publicado en 1960 en la revista Punta Europa —la revista 'Punta Europa' se publicó mensualmente en Madrid entre 1956 y 1967, dirigida por Vicente Marrero Suárez—,  tres décimas tituladas Plaza, Torero y A Cayetano Ordóñez.
Durante la etapa que el poeta pasó en Madrid (1926-1927) fue un habitual de las tertulias madrileñas de los años veinte junto con poetas como Juan Ramón Jiménez, Baltasar Peña Hinojosa o Juan Miguel Pomar. Como director de la revista la Isla entre 1932 y 1940 mantuvo estrecho contacto con los poetas Miguel Hernández y Ramón Sijé. En sus primeros escritos sigue las corrientes vanguardistas donde puede apreciarse la simbología del paisaje, posteriormente en los años treinta su estilo sigue la estética surrealista. En la decena de los años cuarenta el poeta se hace más místico, publica elegías y versos de temática religiosa. Cuando publica Soledades en vuelo (1945),  el poeta muestra una obra nostálgica. Además de poesía su ora comprende ensayos e investigaciones históricas. 

### Adriano del Valle Rossi

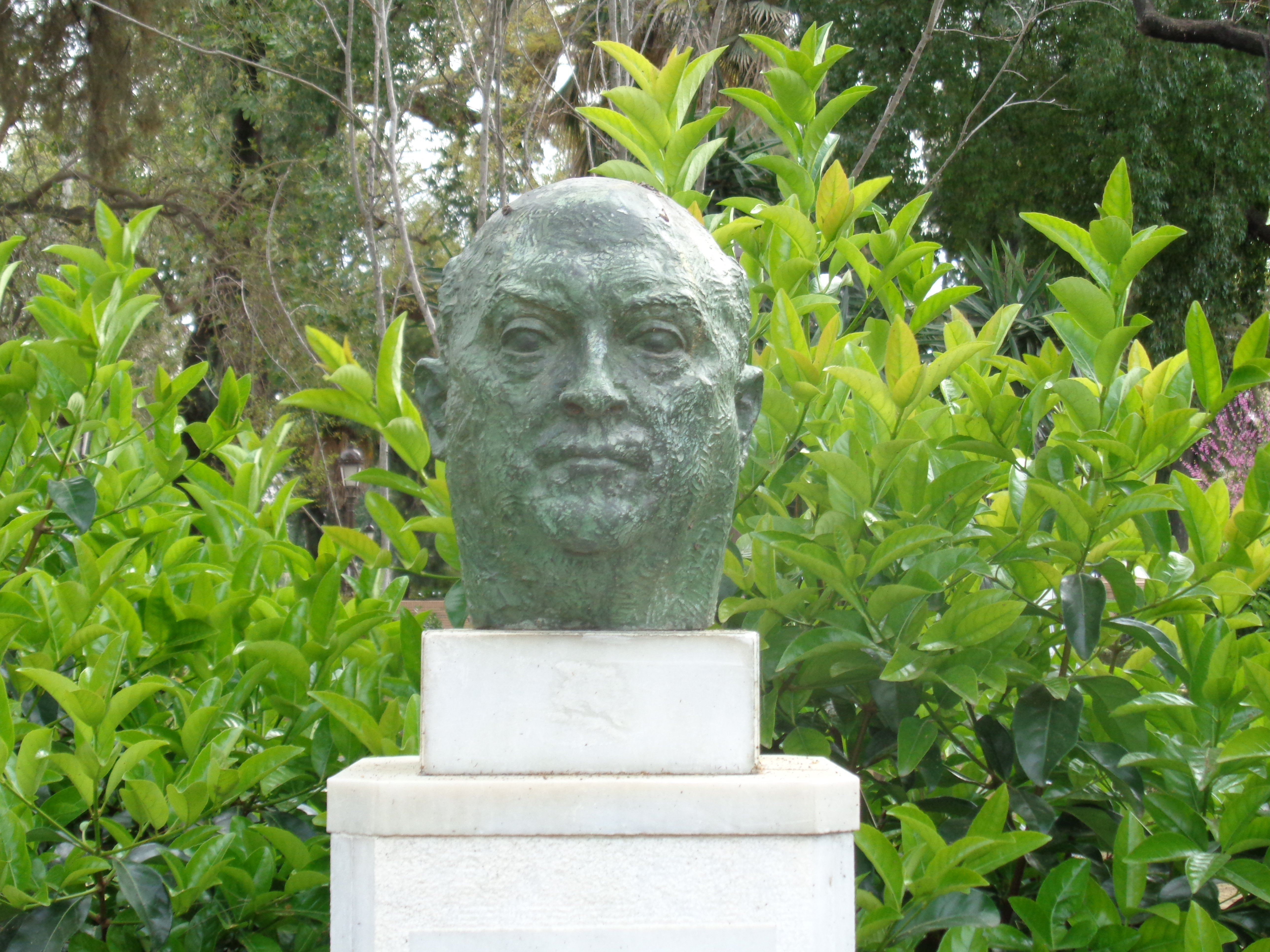
Monumento a Adriano del Valle en Sevilla

Adriano del Valle Rossi fue un poeta sevillano de origen francés que se aficionó a la poesía en los inicios del siglo XX tras leer Cantos de vida y esperanza de Rubén Darío, poeta que le influyó a lo largo de su trayectoria. Poeta encuadrado en el modernismo, ultraísmo y surrealismo, mantuvo amistad con Federico García Lorca con quien se aproximó al estilo del Neopopulismo similares al Romancero gitano, o al Marinero en tierra de Rafael Alberti. En 1918 fundó la revista Grecia, junto a Isaac Vando Villar y Luis Mosquera, donde publicó poemas con el seudónimo de Amalio Rossi y prosa firmada como Adrianus; más tarde junto a Fernando Villalón edita en Huelva Papel de Aleluyas y en Madrid Santo y Seña.
Escribió su primera obra en 1920, sin embargo no pudo publicarla por falta de recursos, razón por la que Gerardo Diego no llegó a incluir ninguno de sus poemas en su obra cumbre Antología de la Generación del 27. Obtuvo el Premio Nacional de Poesía en 1933. Su extensa obra se publicó de forma dispersa más en prensa y revistas que en libros publicados, el autor se centró sobre todo en escribir poesía lírica y algo en prosa poética, además de un variado repertorio de cuentos y caligramas.
Al igual que la mayoría de los poetas de la Generación del 27 Adriano del Valle fue aficionado taurino y amigo de toreros como Manolete, Belmonte  y Domingo Ortega, además de mantener amistad con otros profesionales del mundo del toro como el ganadero y poeta Fernando Villalón a quien tras su fallecimiento en 1930 llamó «héroe de arpa y garrocha», o José María de Cossío, poeta e historiador taurino. Cossío mencionó la creación poética de Del Valle Poema de los toros en la antología  Los toros en la poesía castellana publicada en 1931.
Entre las poesías taurinas de Adriano del Valle publicadas en el semanario taurino:
- El Ruedo destacan A Álvaro Domecq,[116] dedicada al ganadero y rejoneador con motivo de un homenaje cuando recibió la Cruz de Beneficencia el 6 de febrero de 1944,
- el romance Torería publicado con motivo de la feria taurina de Sevilla,[117]
- A Domingo Ortega torero amigo del poeta,[118]
- A Manolete,[119] romance que fue seleccionado e incluido por el ayuntamiento de Madrid en 1998 en un libro conmemorativo por el 50.ª aniversario de la muerte del diesto de linares; parte de los poemas escogidos para dicha publicación fueron leídos en el homenaje dado al torero el 11 de diciembre de 1944 acompañado por varios intelectuales en el restaurante Lhardy.[120] El poema fue reeditado en 1947 tras el fallecimiento del Cuarto Califa del toreo al que se le añadió Brindis Póstumo.[121]